# David Beaton
David Beaton (ur. ok. 1494 w Fife, zm. 29 maja 1546 w St Andrews) – szkocki kardynał.

## Życiorys
Urodził się około 1494 roku w Fife, jako syn Johna Beatona i Isobel Monypenny. Studiował na Uniwersytecie w Glasgow i w Paryżu, gdzie uzyskał doktorat utroque iure. W 1519 roku został ambasadorem Szkocji we Francji. Po trzech latach powrócił do ojczyzny i został lordem strażnikiem Tajnej Pieczęci. W 1533 roku zajął się przygotowaniem ślubu Jakuba V z Magdaleną Walezjuszką. Po śmierci królowej, ponownie planował małżeństwo króla, tym razem z Marią Gwizjuszką. Pozostawał wówczas w konkubinacie z Marion Ogilvy, z którą miał dziewięcioro dzieci.
5 grudnia 1537 roku został wybrany biskupem Mirepoix, a w sierpniu kolejnego roku przyjął sakrę. Jednocześnie został mianowany ambasadorem Szkocji przy Stolicy Piotrowej i arcybiskupem koadiutorem St Andrews. 20 grudnia 1538 roku został kreowany kardynałem prezbiterem i otrzymał kościół tytularny S. Stefano al Monte Celio. W 1539 roku zsukcedował archidiecezję St Andrews, zostając arcybiskupem.
Po śmierci Jakuba V, Beaton aspirował do członkostwa w Radzie Regencyjnej, jednak bezskutecznie. Regentem Szkocji został James Hamilton, natomiast kardynał, podejrzewany o spiskowanie przeciwko niemu, został aresztowany. Wówczas papież wydał interdykt, w którym stwierdził, że wszystkie kościoły w Szkocji powinny zostać zamknięte, a udzielanie sakramentów zawieszone, co doprowadziło do zamieszek w wielu częściach kraju. Hamilton postanowił uwolnić Beatona, a ten niezwłocznie zwołał synod w St Andrews. Na zebraniu kardynał przedstawił zagrożenia jakimi były roszczenia Henryka VIII do tronu Szkocji i zebrał dużą sumę pieniędzy na ochronę praw narodowych. Większość szlachty przeszła na stronę Beatona, a regent przyznał się do błędu (w zakresie aresztowania) i powrócił na łono Kościoła katolickiego.
W 1544 roku Beaton został legatem a latere w Szkocji. W kraju panowały wówczas antyangielskie nastroje: zarówno wśród szlachty jak i duchowieństwa prowadzono represję wobec zwolenników Anglii. Henryk VIII planował zamordować kardynała, który zaangażował się w budowanie sojuszu szkocko-francuskiego. Nie wziął udziału w soborze trydenckim, za to przeprowadził proces George’a Wisharta, którego skazano na śmierć przez uduszenie i spalenie. Spowodowało to bunt środowisk protestanckich, które zaczęły planować zamach na Beatona. Wyznaczony do tego został Norman Leslie, który zadał kardynałowi kilka ciosów mieczem. Beaton zmarł 29 maja 1546 roku w St Andrews. Wkrótce potem Maria Gwizjuszka obległa zamek schwytała zabójców i skazała ich na śmierć.